# Прохор (апостол от 70)
Про́хор — апостол от семидесяти, один из семи диаконов, выбранных апостолами:

В эти дни, когда умножились ученики, произошёл у Еллинистов ропот на Евреев за то, что вдовицы их пренебрегаемы были в ежедневном раздаянии потребностей. Тогда двенадцать [Апостолов], созвав множество учеников, сказали: нехорошо нам, оставив слово Божие, пещись о столах. Итак, братия, выберите из среды себя семь человек изведанных, исполненных Святаго Духа и мудрости; их поставим на эту службу… и избрали Стефана, мужа, исполненного веры и Духа Святаго, и Филиппа, и Прохора, и Никанора, и Тимона, и Пармена, и Николая Антиохийца, обращённого из язычников.
— Деян. 6:1-5
Церковное предание сообщает, что Прохор был спутником апостола Петра и впоследствии был епископом Никомедии и пострадал за Христа в Антиохии. Об этом же говорится в церковной службе апостолу Прохору: «Никомидии был еси, Прохоре преблаженне, изряден учитель, и божественный первопрестольник».
Также из Предания известно о Прохоре, ученике и спутнике апостола Иоанна Богослова, который записывал за ним текст Откровения. Этому Прохору приписывают авторство сказания о жизни и чудесах Иоанна Богослова, от Успения Богородицы и до его смерти (помещается в Четьи-Минее Димитрия Ростовского под 26 сентября).
Память апостола Прохора в православной церкви совершается 17 января (4 января по старому стилю) в день Собора Апостолов от семидесяти и 10 августа (28 июля по старому стилю) вместе с другими диаконами-апостолами — Парменом, Никанором и Тимоном, в Католической церкви — 9 апреля.